# Walter Windmüller
Walter Windmüller (geboren 3. Dezember 1898 in Oerlinghausen; gestorben 21. September 1943 in Auschwitz) war ein deutscher Jude, der im Konzentrationslager in Auschwitz an den Folgen der Folter starb. Sein Schicksal wird in dem Theaterstück Die Ermittlung von Peter Weiss aufgegriffen.

## Leben
Walter Windmüller wurde in die Familie des jüdischen Viehhändlers Julius und dessen Ehefrau Helene Windmüller geboren und hatte sechs Geschwister, von denen drei früh starben. Er besuchte von 1904 bis 1912 die Schule in Oerlinghausen und begann in Paderborn eine kaufmännische Lehre. Im Ersten Weltkrieg diente er, wobei es widersprüchliche Angaben gibt, bei welcher Einheit und in welchem Rang. In seinen Heimatort zurückgekehrt, arbeitete er im ambulanten Handel, bevor er 1922 nach Hannover umzog. Dort heiratete er 1923 Martha Windmüller, vermutlich eine Verwandte, die aus Hameln stammte. Das Paar hatte eine Tochter, Dagmar, die am 9. August 1925 in Hannover geboren wurde.
1927 kehrte Walter Windmüller nach Oerlinghausen zurück und arbeitete als Vertreter. Seine Ehe wurde 1928 geschieden. Seine Frau verstarb 1933 in Hannover, seine Tochter kam daraufhin zu einer Schwester der Mutter und anschließend in das Jüdische Waisenhaus Auf dem Emmerberge in Hannover. Dagmar kam im Januar 1939 mit einem jüdischen Kindertransport in die Niederlande und von dort nach Großbritannien, von wo aus sie nach Israel emigrierte. Sie verstarb am 13. Juni 2011 in Naharija, Israel.
Nachdem er bereits 1919 wegen unerlaubten Handelns mit dem Gesetz in Konflikt geraten war, musste sich Windmüller ab 1928 mehrfach sowohl in Hannover als auch in Berlin und Dortmund vor Gericht wegen Urkundenfälschung verantworten. Ab 1932 war er in Magdeburg gemeldet. Auch dort geriet er wegen Betrugs in die Fänge der Justiz.
Nach seiner Entlassung 1933 arbeitete er als Vertreter für Radiogeräte.
Seinen Verpflichtungen zum Unterhalt seiner Tochter konnte er zeitweise nicht nachkommen, sodass ihn das Amtsgericht in Magdeburg 1937 wegen Unterhaltsentziehung zu einer Haftstrafe verurteilte, die er vom 29. März bis zum 10. Mai 1938 verbüßte. Bereits 1936 wurde die Polizei infolge von Denunziationen auf ihn aufmerksam: Er wurde insgesamt dreimal der sogenannten „Rassenschande“ beschuldigt.
Im Juni 1938 wurde Windmüller im Zuge der vorbeugenden Verbrechensbekämpfung inhaftiert und kam ins KZ Sachsenhausen. Im Oktober 1942 wurde er in das Lager Auschwitz-Monowitz überstellt, wo er am 21. September 1943 an den Folgen der Folter verstarb.

## Nachleben
Im Zuge der Auschwitzprozesse wurde zwischen 1963 und 1965 auch die tödliche Misshandlung Walter Windmüllers durch den SS-Oberscharführer Wilhelm Boger verhandelt.

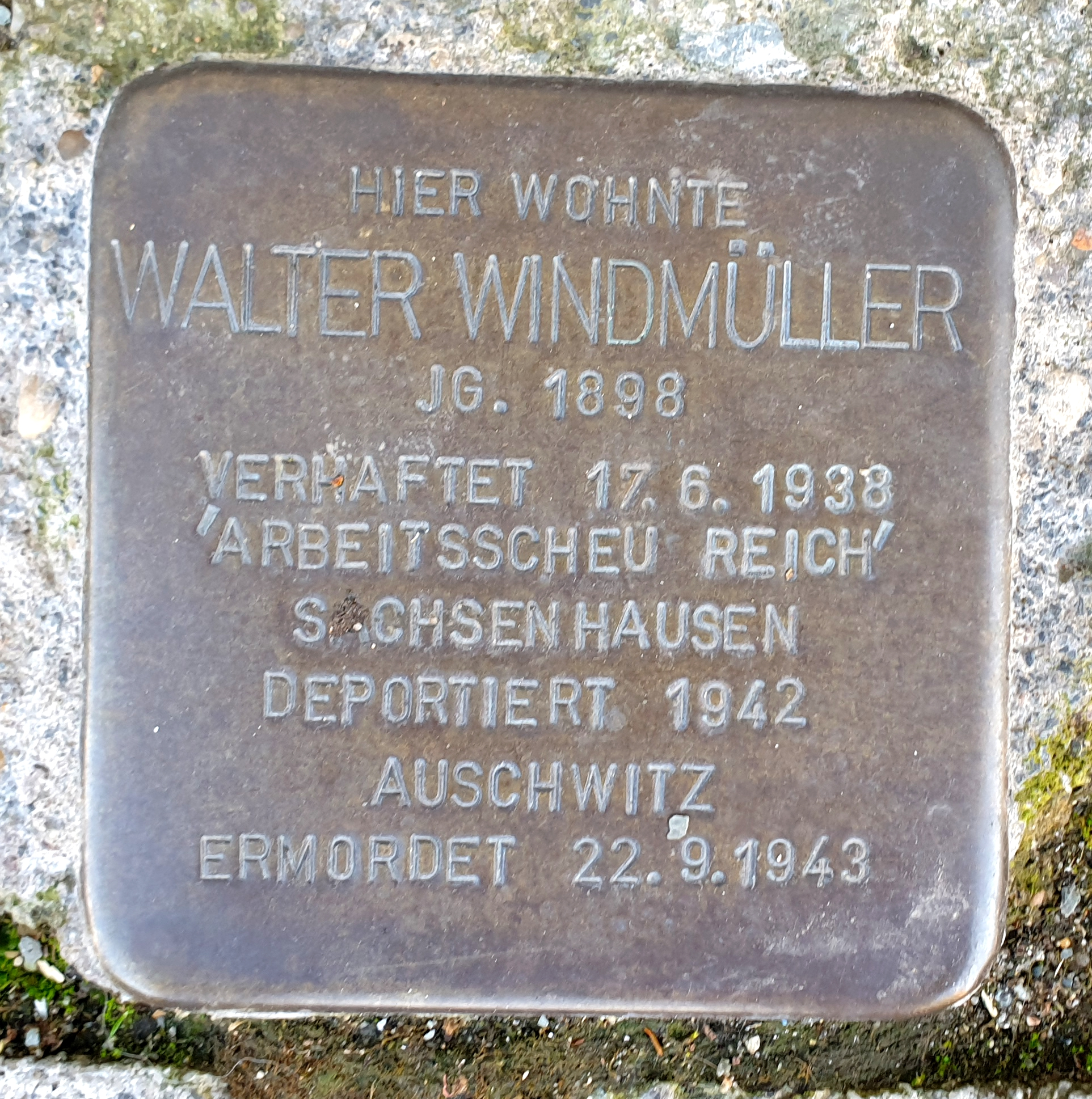
Stolperstein für Walter Windmüller vor dem Haus Große Münzstraße 7 in Magdeburg

Der Schriftsteller Peter Weiss hat Windmüllers Schicksal aufgegriffen. In seinem Theaterstück Die Ermittlung von 1965 lässt Weiss einen Zeugen über Walter Windmüller berichten:
„Dann kam Windmüller raus

Er musste sich neben mir hinstellen

Er blutete aus den Hosenbeinen

und kippte ein paarmal um

...

Als ich ihn nach der Vernehmung fragte

sagte er

Mir sind dort drin die Hoden zerschlagen worden

Er starb noch am selben Tag“
2017 wurde vor Windmüllers letzter Wohnung in der Kutscherstraße 17, heute Große Münzstraße 7, in Magdeburg ein Stolperstein verlegt.
Sein Name steht ohne das genaue Todesdatum im Gedenkbuch – Opfer der Verfolgung der Juden unter der nationalsozialistischen Gewaltherrschaft 1933–1945.